# Karel Engliš
Karel Engliš (Hrabyně, 17 de agosto de 1880 – Hrabyně, 13 de junio de 1961) fue un economista y político checo, creador de la teoría económico-teleológica, varias veces ministro de Finanzas durante la Primera República Checoslovaca, el primer rector de la Universidad Masaryk de Brno (1919–1920) y rector de la Universidad Carolina de Praga (1947–1948).

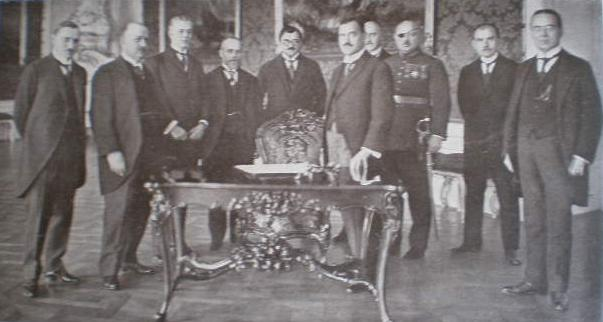
Karel Engliš como ministro del gobierno checoslovaco (1926)

## Biografía
Nació en la familia de un carnicero pero, al tener nueve hermanos, la pobreza marcó su formación. Estudió en el instituto checo de Opava y, tras obtener el título de bachillerato, continuó estudiando en la Facultad de Derecho, en la entonces llamada Universidad Carlo-Fernandina de Praga (Karlo-Ferdinandova univerzita), en la que se licenció en el año 1904. Uno de sus profesores fue el economista del Estado Albín Bráf, el cual reconoció su extraordinario talento y lo recomendó para un puesto en la Oficina Territorial de Estadística (Zemský statistický úřad), de la cual ascendió al Ministerio de Comercio en Viena en 1908. En el año 1910 fue nombrado profesor titular de Economía Nacional en la Escuela Superior Técnica en Brno (Vysoké učení technické v Brně), en 1911 llegó a ser profesor no numerario y en 1917 profesor numerario. Entre los años 1913 y 1914 fue el decano del departamento de Ingeniería de Obras Hidráulicas, y entre los años 1917 y 1918 decano del departamento de Ingeniería Química.
Entre los años 1913 y 1918 fue diputado en la Dieta Morava (Moravský zemský sněm) del partido progresista (Lidová strana pokroková na Moravě) de Adolf Stránský, entre 1918 y 1925 fue miembro del Partido Nacional Democrático (Národně demokratická strana), y desde 1920 hasta 1925 fue diputado de ese mismo partido en la Asamblea Nacional, llegando incluso a ser presidente del comité ejecutivo de Moravia y Silesia de dicho partido. En el año 1915 escribió en la revista Nuestro Tiempo (Naše doba) de Masaryk. El 2 de septiembre de 1925 renunció a su mandato parlamentario y abandonó el Partido Nacional Democrático. Luego, en el mismo año, participó en la fundación del Partido Nacional del Trabajo (Národní strana práce), al cual rechazó afiliarse.
Junto con Alois Rašín jugó un papel importante en la reforma monetaria de la Checoslovaquia de entreguerras. No obstante, siguió siendo un destacado opositor a su política deflacionista. Entre los años 1920 y 1931 desempeñó el cargo de ministro de Finanzas en seis gobiernos, y luego, en el período 1934–1939, el cargo de gobernador del Banco Nacional Checoslovaco (Národní československá banka), actuando de manera sistemática en dichos cargos. Supo evaluar muy bien la situación y proponer medidas económicas adecuadas. Gracias a él, se estabilizó la moneda, se facilitó la orientación en el presupuesto estatal, se fundó el sistema fiscal moderno, se superó el colapso económico de la posguerra y se redujo el impacto de la Gran Depresión de los años 30 del siglo XX.
También tuvo el mérito de realizar la fusión del Banco Anglo-Checoslovaco (Anglo-československá banka) con el Banco de Crédito de Praga (Pražská úvěrní banka) en el año 1929. El objetivo era establecer una entidad financiera fuerte que fuera capaz de competir con el banco más poderoso de Checoslovaquia, el Banco Mercantil (Živnostenská banka). Sin embargo, no logró este objetivo a causa de la Gran Depresión emergente.

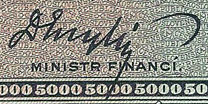
La firma de Karel Engliš en el billete de 5.000 coronas checoslovacas (1920)

En 1919, consiguió el puesto de catedrático y de primer rector de la recién establecida Universidad de Masaryk en Brno, en cuya fundación colaboró con František Weyr y Alois Jirásek. Fue catedrático de Economía Estatal en la Facultad de Derecho de dicha universidad y en los periodos 1921–1922 y 1925–1926 fue incluso su decano. Aquí fundó su propia escuela de economía estatal teleológica, que se dedicaba a evaluar los fines de comportamiento de todos los sujetos económicos. Por sus méritos en el campo de la economía nacional llegó a ser miembro de la Academia Checa de Artes y Ciencias (Česká akademie věd a umění), convirtiéndose en miembro no numerario el 19 de marzo de 1927 y en miembro numerario el 9 de abril de 1946. También fue miembro de la Sociedad Estadística Checoslovaca (Československá statistická společnost) desde su fundación en 1929. Es poco conocido que después del Pacto de Múnich (el 30 de septiembre de 1938) inició el transporte de los restos del célebre poeta Karel Hynek Mácha desde la ciudad de Litoměřice a Praga, ya que Litoměřice debía pasar a manos de Alemania.
Entre los años 1947 y 1948 fue rector de la Universidad Carolina. Después del golpe de Estado comunista en febrero de 1948 renunció a todas sus funciones universitarias y fue obligado a abandonar la vida pública. En agosto de 1952 tuvo que mudarse de Praga por la persecución administrativa, pero logró el permiso de las autoridades para volverse a su pueblo natal, Hrabyně. En los últimos años de su vida, fue víctima de una serie de restricciones en el ámbito personal y su obra fue duramente criticada por la propaganda comunista, siendo sus textos prohibidos y excluidos de las bibliotecas públicas. Sufrió un acoso persistente del poder totalitario comunista, que consistía sobre todo en registros domiciliarios constantes; además, su pensión, que al principio era bastante elevada, le fue reducida progresivamente hasta el mínimo. Incluso en estas condiciones difíciles fue capaz de dedicarse a su trabajo de investigación. Se ocupó sobre todo de la lógica, la economía nacional, la polémica en relación con ambos campos y la redacción de sus memorias. La mayoría de todo ello se quedó solo en manuscritos. Incluso tras la Revolución de Terciopelo (1989), se publicaron solo unos pocos títulos de ese período. Falleció tras años de sufrimiento en condiciones muy modestas, con el único apoyo de su familia y sus amigos más cercanos.

## Vida familiar
El 5 de junio de 1906 se casó en Praga con Marie Grögrevá (1880–1953), hija del inspector fiscal de la ciudad de Uherský Brod. El 21 de abril de 1907 nació su primera hija Vlasta (1907–2001), quien se casó luego con un arquitecto de Brno, František Plhoň. Después llegó su segunda hija Věra (1908–1990) e hijo Karel (1912–1991). En la época de su boda y el nacimiento de los hijos, Karel Engliš fue redactor de proyectos en la Oficina Territorial de Estadística. Su separación matrimonial fue declarada en 1919, siendo el divorcio pronunciado en 1921. Karel Engliš se casó en segundas nupcias el 12 de junio de 1921 en Brno (matrimonio civil) con Valerie Sovová (1884–1964).

## Teorías
Aparte de sus actividades públicas, el trabajo teórico fue excepcionalmente importante. Paso a paso se convirtió en el economista más destacado de la Checoslovaquia de entreguerras. Al contrario que otros teóricos en Economía, tuvo posibilidad de comprobar sus conclusiones científicas en la práctica y revisarlas cuando fue necesario. Como pedagogo influyó en dos generaciones de economistas checos y fue el fundador de la llamada escuela económica de Brno.
Su investigación comenzó en el campo de la política social ya antes de la Primera Guerra Mundial. Su trabajo en la Universidad le condujo a la necesidad de dominar totalmente la teoría económica y elaborar un planteamiento del conocimiento económico. Tuvo su base en la teoría de la utilidad marginal, contra la interpretación causal de la problemática económica predominante en aquella época. Karel Engliš (igual que Rašín, bajo la influencia de Bráf) fue partidario de la escuela austríaca nacional-económica y se inspiró en el método de análisis económico llamado teoría teleológica. Según Engliš la economía es una ciencia del orden, en el que tanto los individuos como las naciones enteras se esfuerzan por mantener y mejorar sus vidas. El orden en la economía procede del pensamiento finalista. La cumbre de su actividad teórica es el Sistema de la Economía Nacional (Soustava národního hospodářství), publicada en dos tomos. En esta obra de unas 1700 páginas recogió su doctrina económica.
Su obra teórica estuvo influida especialmente por el neokantismo y se inspiró en la teoría normativa de Hans Kelsen. Analizó la forma teleológica del conocimiento y pensamiento, puesto que las acciones del hombre siempre se hacen con un propósito. Todos los sujetos en cualquier sistema económico tratan de mejorar su existencia, por lo que rechazaba la teoría de simple causalidad en economía. Pero mientras en los sistemas individualistas (capitalistas) cada cual decide sobre la satisfacción de sus propias necesidades, en los sistemas solidarios (socialistas) es un sujeto ajeno el que se ocupa de las necesidades de la persona, sin conocerlas siempre tan bien como esta. Sin embargo, en la práctica siempre surge un sistema mixto. Engliš no era partidario de la economía dirigida, porque creía que se podía justificar solo en casos de crisis transitorias.
Aunque trabajó en estrecha colaboración con Rašín, en varios aspectos disentían. Engliš criticaba su política deflacionista, su esfuerzo persistente por fortalecer la moneda checa y su insistencia en el patrón oro. Tenía buenas razones: entre los años 1921 y 1923 el nivel de precios disminuyó un 43%, mientras que la exportación descendió un 53% y el desempleo aumentó de 72 000 a 207 000 personas. A pesar de que el Parlamento abandonó la política deflacionista en 1925, la dirección del Banco Nacional siguió insistiendo en ella, aunque el precio del oro subió bruscamente junto con el tipo de cambio de la moneda checa durante la crisis económica.

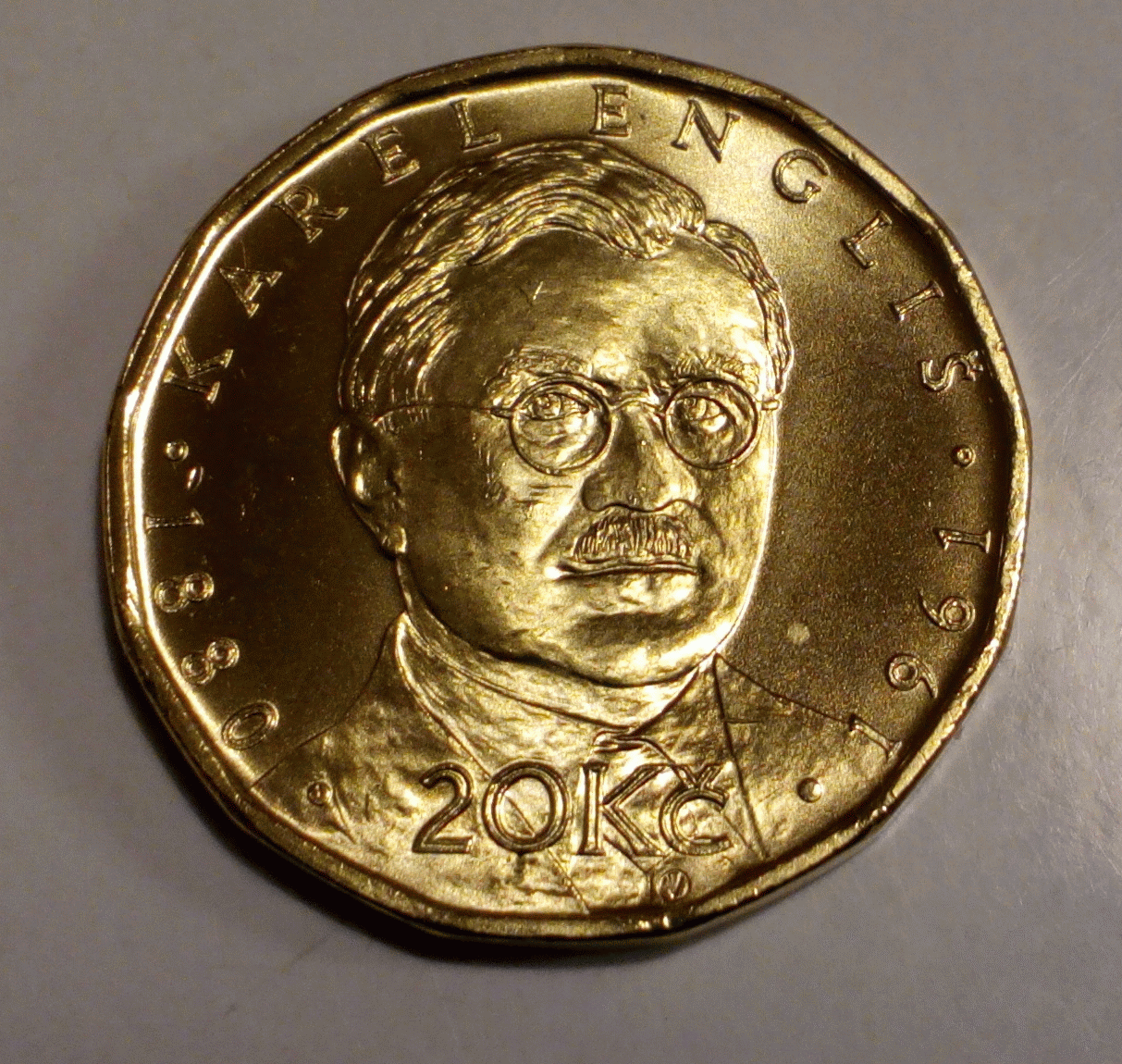
La moneda con el retrato de Karel Engliš y un valor nominal de 20 coronas checas (2019)

A pesar de que entre los años 1930 y 1933 el nivel de precios disminuyó un 19%, la exportación bajó un 64% y el desempleo aumentó de 105 000 a 736 000 personas. Hasta el año 1934 Engliš no logró imponer la devaluación de la corona un 16%, lo cual, sin embargo, no fue suficiente.
Engliš tenía un espíritu perfeccionista, con capacidad para dominar complicadas construcciones teóricas verbales. Se caracterizaba por extensas polémicas con sus oponentes, en las que analizaba de modo exhaustivo todos los argumentos y contraargumentos. Como conferenciante, enriquecía sus ponencias con profundos excursos prácticos. En 1991 el presidente Václav Havel le otorgó in memoriam la Orden de Tomáš Garrigue Masaryk (Řád Tomáše Garrigua Masaryka) de 3ª clase por sus méritos extraordinarios en el desarrollo de la democracia y los derechos humanos.

## Legado
En 1990 se fundó la Sociedad de Karel Engliš en Praga (Společnost Karla Engliše) y en 1994 la Universidad de Masaryk creó el Premio Karel Engliš, otorgado anualmente a un economista sobresaliente.
El rector de la Universidad Carolina otorga cada año el premio Profesor JUDr. Karel Engliš, uno de los premios del rector, a los mejores graduados en ciencias sociales.
En honor de Karel Engliš se puso su nombre a una universidad privada de Brno o a una calle en el barrio praguense de Smíchov y otra en la ciudad de Opava.
En el año 2022 el Banco Nacional Checo imprimió billetes conmemorativos con el retrato de Karel Engliš y un valor nominal previsto de cien coronas.